# 馮貫
馮貫（1433年—1496年），字大用，直隸保定府蠡縣人，明朝政治人物。進士出身。

## 生平
順天府鄉試第一百九十一名。天順八年（1464年）甲申科會試第九十九名，殿試登進士第三甲第九十三名。都察院理刑，成化二年（1466年）二月授监察御史，出巡边关。十三年九月升大理寺右寺丞，十五年八月转左寺丞，十六年十月升本寺右少卿，十八年十一月转左，二十一年七月升都察院右副都御史，二十二年十月改任大理寺卿，弘治六年（1493年）五月升南京工部尚書，九年六月以疾乞致仕，准驰驿还乡，归一月，九月二日卒，年六十四，赐祭葬。

## 家族
曾祖馮守道，曾任元朝御史。祖父馮彥舉，曾任富平縣主簿。父亲馮吉，赠大理寺卿。子馮繪，荫補國子生。